# Famille Chaligny
La famille Chaligny est une célèbre famille de fondeurs lorrains souvent désignés sous le vocable « les Chaligny ».

## Famille
Jean Chaligny (1529-1615) est essentiellement connu pour une couleuvrine remarquable par sa taille que Louis XIV fit transporter de Nancy à Dunkerque lors de la prise de Nancy en 1670.
Il est le père de David Chaligny, mort en 1631, qui commença la monumentale statue équestre en bronze de Charles III, duc de Lorraine, commandée par Henri II afin d'être érigée sur la grande place de la ville neuve.
Antoine Chaligny (1580-1615), fils de Jean et frère de David, termina le cheval mais le cavalier ne fut jamais fini à cause de l'occupation de la Lorraine par les armées françaises. Le cheval fut emporté à Paris par le maréchal de Créquy dans le but de servir pour une statue équestre de Louis XIV qui n'a jamais été réalisée. Sa trace s'étant perdue  il est supposé avoir été fondu. Une maquette de la statue se trouve aujourd'hui au musée des Beaux-Arts de Nancy.

## Pour approfondir